# Núi Hermon
Mount Hermon (tiếng Ả Rập: جبل الشيخ or جبل حرمون / ALA-LC: Jabal al-Shaykh ("Núi của Sheikh") hay Jabal Haramun; tiếng Hebrew: הר חרמון, Har Hermon) là một cụm núi bao gồm phần cuối phía nam của dãy núi Đối Diện Lebanon (Anti-Lebanon). Đỉnh cao của nó nằm ở ranh giới giữa Syria và Li-băng, và ở độ cao 2.814 m (9.232 ft) so với mực nước biển, là điểm cao nhất của Syria. Trên đỉnh, trong vùng đệm của Liên hợp quốc giữa các lãnh thổ Syria và vùng đất bị Israel chiếm đóng, là vị trí Liên Hợp Quốc thường xuyên lâu đời nhất trên thế giới, được gọi là "Khách sạn Hermon". Các sườn núi phía Nam của núi Hermon mở rộng đến khu vực bị Israel chiếm đóng Cao nguyên Golan, nơi có khu nghỉ mát trượt tuyết núi Hermon. Một đỉnh cao trong khu vực này lên đến 2.236 m (7.336 ft) là độ cao cao nhất trong lãnh thổ do Israel kiểm soát.

## Địa lý
Núi Hermon là một cụm núi với ba đỉnh núi khác nhau, mỗi cái có cùng khoảng độ cao. Dãy núi Đối Diện Lebanon, trong đó có dải Hermon cấu thành phần cực nam, kéo dài khoảng 150 km (93 dặm) theo hướng đông bắc-tây nam, chạy song song với dải Lebanon ở phía tây. Dãy Hermon có diện tích khoảng 270 km2 (270 dặm vuông) trong đó khoảng 70 km2 (27 dặm vuông) nằm dưới quyền kiểm soát của Israel. Hầu hết phần núi Hermon trong khu vực được kiểm soát bởi Israel đều tạo thành khu bảo tồn thiên nhiên Hermon. Toàn bộ phạm vi tương đối hẹp, với ranh giới Lebanon-Syria dọc theo xương sống, kéo dài từ 25 km về phía đông bắc của Mt. Hermon đến 45 km về phía tây nam của nó.
Núi này tạo thành một trong những nguồn tài nguyên địa lý lớn nhất của khu vực. Do chiều cao của nó nên nó hứng được lượng mưa nhiều trong một khu vực rất khô cạn của thế giới. Đá vôi Jura được phá vỡ bởi các đứt gãy và các kênh, do nước chảy xói mòn theo thời gian để hình thành một địa hình núi đá vôi. Mount Hermon có tuyết rơi vào mùa đông và mùa xuân, bao phủ cả ba đỉnh của nó hầu như suốt năm. Nước tan chảy từ các nguồn bị tuyết phủ phía tây và phía nam lên các kênh và hốc đá, cung cấp nguồn suối ở chân núi, tạo thành suối và sông. Chúng hợp lại thành sông Jordan. Ngoài ra, dòng nước tràn sẽ tạo điều kiện cho cây cối phì nhiêu dưới đường tuyết phủ, nơi mà những vườn nho và cây thông, cây sồi và cây dương dương dồi dào.
Các suối nước, và chính bản thân núi, được nhiều nước trong khu vực tranh giành về việc sử dụng nước. Núi Hermon còn được gọi là "núi tuyết", "núi tóc xám", và "núi tuyết". Nó còn được gọi là "mắt của quốc gia" ở Israel vì độ cao của nó làm cho nó chính là hệ thống cảnh báo sớm của Israel.